# Adunni Oluwole
 Adunni Oluwole, née en 1905 à Ibadan dans l'Etat d'Oyo au Nigéria  et morte en 1957, est une femme politique nigériane d’avant l’indépendance et une militante des droits de l’homme opposée à l’indépendance.

## Biographie

### Enfance
Adunni Oluwolé nait en 1905 à Ibadan, elle est issue d'une famille de guerrier. Après quelques querelles familiales, sa mère déménage avec elle et ses frères et sœurs à Aroloya, Lagos, où ils vivent près de l'église Saint-Jean. Adolphus Howells, le Vicaire, contribue au développement de la famille pendant que celle-ci reste dans la région. Oluwole vie avec Howells qui l'inscrit à l'école St. John's d'Aroloya . Elle retourne cependant auprès de sa mère après ses études primaires.
Allant de 1925 à 1932, Oluwole participe à la direction de l'église Saint-Jean et joue des pièces dramatiques en son sein. Dans sa jeunesse, elle écrit une pièce pour la Girl's Guild mise en scène par le nationaliste Herbert Macaulay . Elle crée par la suite le premier théâtre professionnel appartenant à des femmes dans l’Ouest du Nigeria.
Oluwole devient peu après une prédicatrice itinérante. Elle s'oppose farouchement à l'introduction de cadavres dans l'église pour les funérailles, affirmant avoir eu une vision de Dieu disant qu'Il est le Dieu des vivants et non celui des morts. Ses prouesses oratoires lui valent un vaste public et accroissent sa popularité.

## Carrière
La participation d'Oluwole à la politique commence avec la grève générale des ouvriers de 1945. Emue par le sort des pauvres, elle soutient les travailleurs, mobilise les femmes et fait des dons en argent même si elle n'est pas fortunée.
En 1954, elle fonde le Parti libéral des roturiers nigérians dont les membres sont en grande partie des hommes. Près de cinq mois après sa création, le parti remporte un siège à Ikirun, Osun Nord, en battant le NCNC et l'AG.
Militante anti-indépendantiste, Oluwole s'oppose farouchement au vote pour l'indépendance lorsqu'une date est proposée pour la première fois en 1956. Ses raisons sont que les hommes politiques qui ont le pouvoir en abusent et sont simplement des colonialistes africains. Son message trouve un écho auprès de la population rurale et ils deviennent connus parmi les groupes de langue yoruba sous le nom de « Egbe Koyinbo Mailo », ce qui se traduit par « L'homme blanc ne doit pas partir ».Le parti est de courte durée car il doit être fermé en raison d'un faible financement.
En 1955, elle se présente devant l'Olubadan à Ibadan pour exprimer ses opinions politiques, mais elle est arrêtée par Adegoke Adelabu qui la traite de prostituée et menace de la frapper avec des balais. Elle est ensuite bannie d'Ibadan et transférée à Akure où elle continue à diffuser son message anti-indépendantiste.
Défenseure des droits des femmes, Oluwole milite incessamment pour la participation des femmes à la politique lors des conférences constitutionnelles.